# 新市站 (日本)
新市站（日语：／ Shin-ichi eki */?）是位於廣島縣福山市新市町大字新市，西日本旅客鐵道（JR西日本）的福鹽線車站。
此站是舊蘆品郡新市町的中心車站。車站部分位於在廣島縣府中市中須町內。

## 歷史
- 1914年（大正3年）7月21日 - 兩備輕便鐵道開設此站。 
  - 當時車站位於廣島縣蘆品郡新市町（日语：新市町）大字新市（部分地方位於廣島縣蘆品郡國府村大字中須）。
- 1926年（大正15年）6月26日 - 兩備輕便鐵道改名為兩備鐵道。
- 1933年（昭和8年）
  - 9月1日 - 兩備鐵道被國有化，同時升級至車站，成為國有鐵道福鹽線的車站[1]。
  - 11月15日 - 福鹽北線開通，使與福鹽線改名為福鹽南線。
- 1935年（昭和10年）12月14日 - 軌距改為1067毫米。隨後便增加了備後絣的貨物班次，在1950年代為最頂盛時期。
- 1954年（昭和29年）3月31日 - 隨著府中市成立，車站地址改為廣島縣蘆品郡新市町大字新市（部分地方位於廣島縣府中市中須町）。
- 1955年（昭和30年）2月1日 - 隨著新市町（日语：新市町）（第二次）成立，車站地址改為廣島縣蘆品郡新市町大字新市（部分地方位於廣島県府中市中須町）。
- 1938年（昭和13年）7月28日 - 府中站至上下站之間開通，使福鹽北線和福鹽南線合併成為福鹽線。
- 1987年（昭和62年）4月1日 - 伴隨國鐵分割民營化，車站由西日本旅客鐵道（JR西日本）營運。
- 2003年（平成15年）2月3日 - 隨著新市町（第二次）編入至福山市（第二次），車站地址改為廣島縣福山市新市町大字戶手（部分地方位於廣島縣府中市中須町）。
- 2009年（平成21年）4月1日 - 結束櫃臺服務，成為無人車站。

## 車站構造
車站是一座地面車站，設有2面2線的相對式月台。車站大樓位於上行（福山方向）月台側邊，兩月台之間設有跨線橋連接。
此站是由福山站管理的無人車站。站內設有自動售票機，此站不可使用ICOCA。

### 月台
| 月台         | 路線   | 上下行 | 方向           |
| ------------ | ------ | ------ | -------------- |
| 車站大樓一方 | 福鹽線 | 上行   | 福山方向       |
| 車站大樓對面 | 福鹽線 | 下行   | 府中、三次方向 |

在資訊上沒有標記月台編號。

## 利用狀況
以下為近年1日平均乘車人次列表
| 年度               | 1日平均 乘車人次 |
| ------------------ | ---------------- |
| 2001年（平成13年） | 564              |
| 2002年（平成14年） | 553              |
| 2003年（平成15年） | 563              |
| 2004年（平成16年） | 551              |
| 2005年（平成17年） | 567              |
| 2006年（平成18年） | 559              |
| 2007年（平成19年） | 555              |
| 2008年（平成20年） | 540              |
| 2009年（平成21年） | 485              |
| 2010年（平成22年） | 477              |
| 2011年（平成23年） | 486              |
| 2012年（平成24年） | 479              |
| 2013年（平成25年） | 482              |
| 2014年（平成26年） | 460              |
| 2015年（平成27年） | 481              |
| 2016年（平成28年） | 463              |
| 2017年（平成29年） | 463              |
| 2018年（平成30年） | 430              |

## 車站周邊
- 福山市新市分所
- 新市郵局（日语：新市郵便局）
- 廣島銀行新市分店
- 中國銀行新市分店
- 福山市立新市小學
- 蘆田川（日语：芦田川）
- 吉備津神社（備後國一宮）
- 本性寺
- Heart新市店（日语：なかやま牧場#直営店舗）
- 國道486號（日语：国道486号）

## 相鄰車站
西日本旅客鐵道（JR西日本）
 福鹽線
上戶手－新市－高木

## 注腳
1. ↑  日本《官報》第1998號「鐵道省告示第385號」，1933年8月28日：第800頁。
2. ↑  統計福山

## 外部連結
- 新市｜車站資訊：JR出門網 - 西日本旅客鐵道（日語）